# Eliezer Berkovits
Eliezer Berkovits (Oradea, 8 settembre 1908 – Gerusalemme, 20 agosto 1992) è stato un rabbino, teologo, educatore e scrittore rumeno.

## Biografia

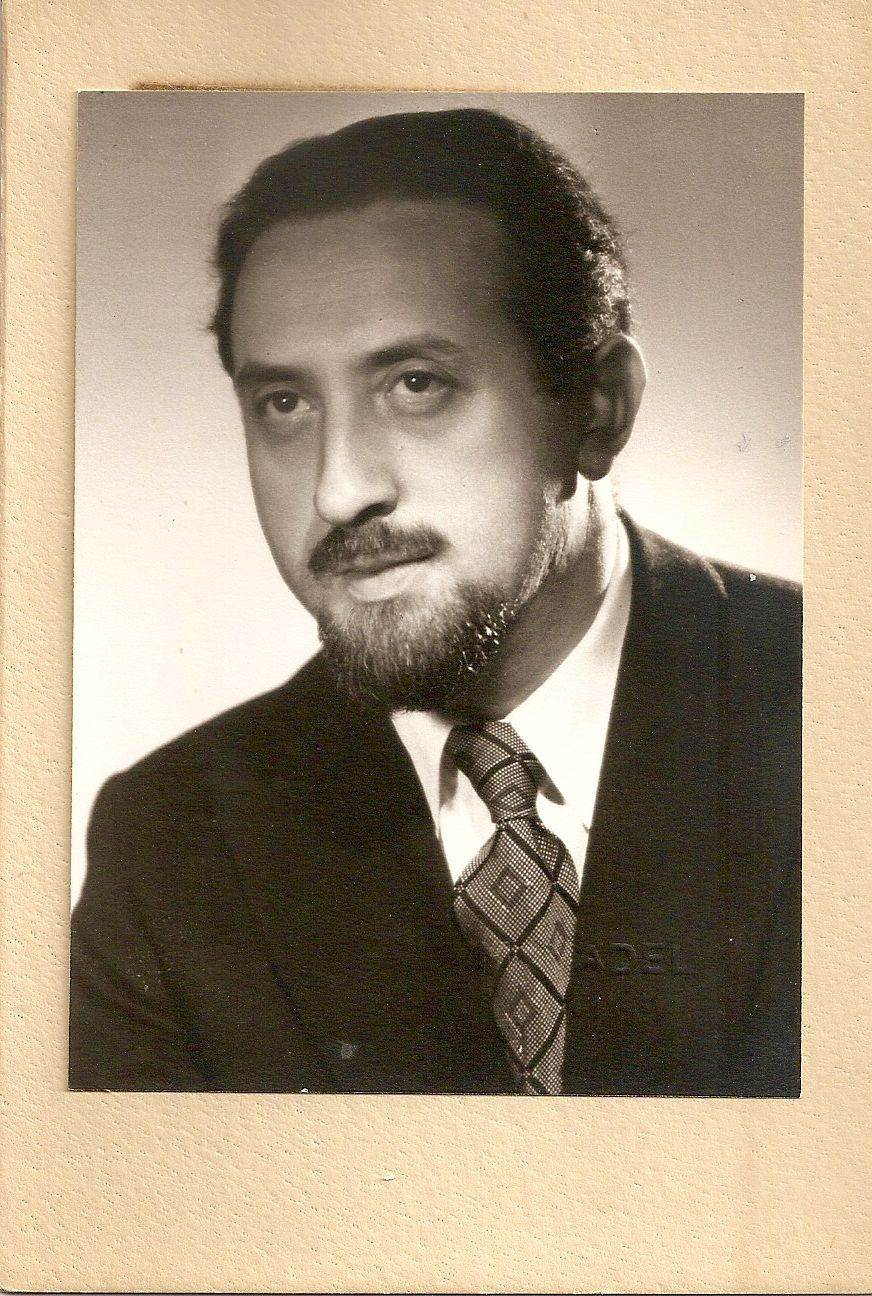
Berkovits a Sydney negli anni cinquanta

Berkovits ricevette la sua formazione rabbinica prima con Rabbi Akiva Glasner, figlio di Rabbi Moshe Shmuel Glasner e successivamente presso il Seminario Rabbinico Hildesheimer a Berlino quale discepolo di Rabbi Yechiel Weinberg, gran maestro di legge ebraica di quella generazione; ricevette il suo Ph.D in filosofia dalla Humboldt-Universität zu Berlin. Servì come rabbino a Berlino (1934–39), a Leeds, (Inghilterra) (1940–46), a Sydney, (Australia) (1946–50) e a Boston (1950–58). Nel 1958 diventò presidente del Dipartimento di Filosofia ebraica del Collegio Teologico Ebraico di Skokie, nella Contea di Cook (Illinois). All'età di 67 anni, emigrò con la famiglia a Israele nel 1976, dove poi insegnò fino alla morte, nel 1992.
Berkovits ha scritto 19 libri in inglese, ebraico e tedesco, e ha tenuto numerose docenze in quelle lingue. I suoi scritti trattano di importanti problemi di fede, spiritualità e legge, creando un innovativo dialogo tra religione e modernità, con enfasi sull'Halakhah nello Stato d'Israele, sul matrimonio e le donne. Il suo pensiero è essenzialmente una filosofia morale e storia della società contemporanea.

## Filosofia

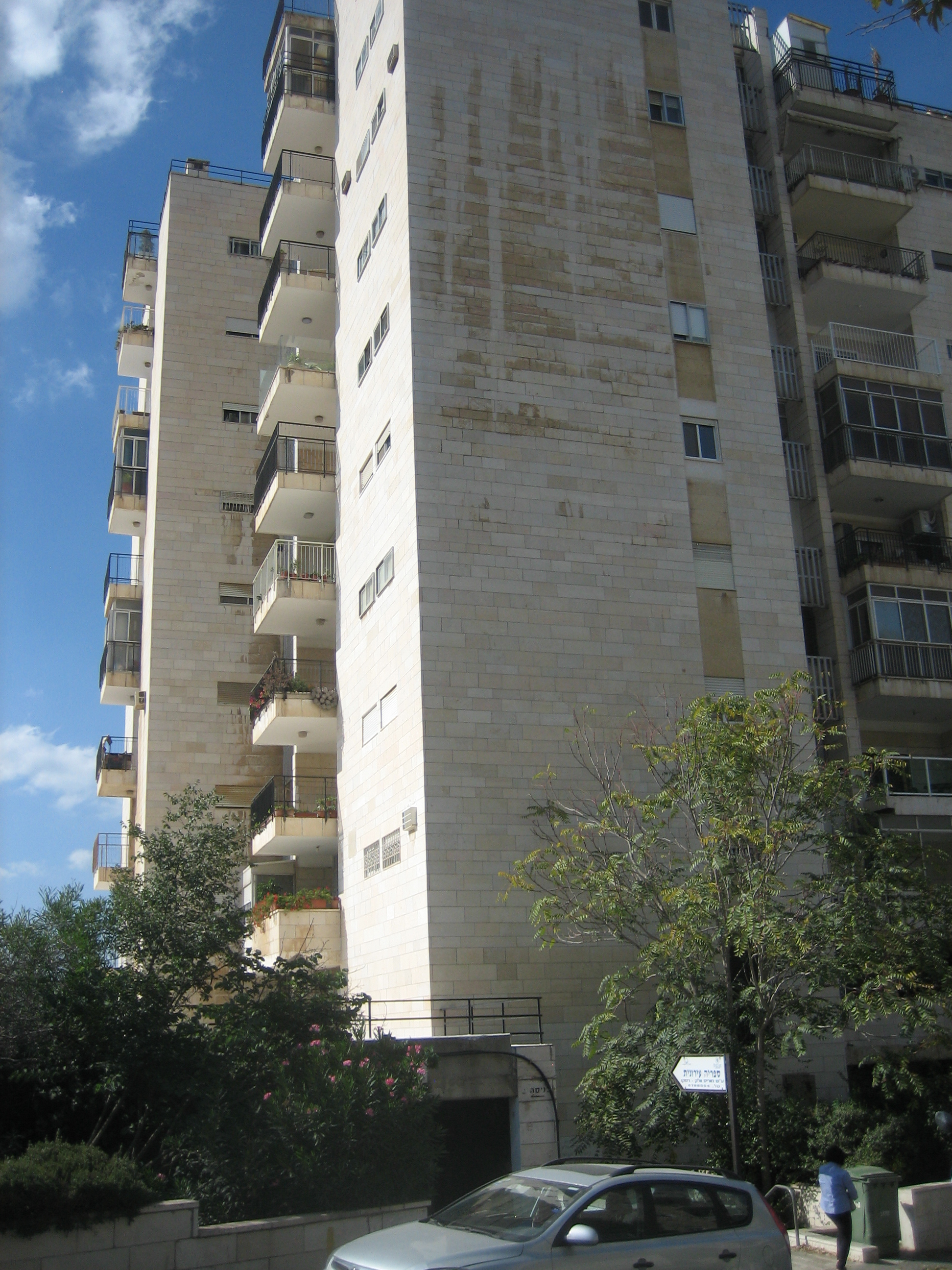
Palazzo a Gerusalemme dove visse Berkovits: Shimoni St., 4

Il nucleo della sua teologia è l'incontro in un consesso reale tra Dio e l'umano sul Monte Sinai.
L'incontro è paradossale, in quanto trascende la comprensione umana, ma dimostra che Dio si preoccupa degli esseri umani. Berkovits afferma che una volta che gli esseri umani sanno che Dio si prende cura di loro, allora possono agire in modi che hanno senso, possono accettare la responsabilità delle proprie azioni e agire con giustizia verso gli altri. Ciò implica, secondo Berkovits, il rispetto dei comandamenti halakhici, un riguardo etico per gli altri e la costruzione dello Stato d'Israele.
Berkovits ha inoltre insistito sul fatto che Dio deve essere un agente indipendente dall'uomo, in opposizione a nozioni panteistiche o panenteistiche di "tutto è in Dio" o "Dio è in tutto". Secondo l'analisi di Berkovits, tali nozioni sono completamente in contrasto con i fondamenti della fede ebraica. Perché possa esistere un rapporto religioso di qualsiasi tipo, ci deve essere perlomeno una separazione tra uomo e Dio. Quindi, nozioni di "unione mistica" devono essere assolutamente respinte:

### Teologia dell'Olocausto
Dopo l'olocausto, Berkovits ha affermato che l'"assenza" di Dio nel terzo Reich dovrebbe essere spiegata con il concetto classico di Hester Panim, "l'occultamento del volto divino". Berkovits ha sostenuto che Dio, per mantenere il suo rispetto e la cura dell'umanità nel suo insieme, ha necessariamente dovuto ritirarsi in stesso e permettere agli esseri umani, anche i più crudeli e viziosi, di esercitare il loro libero arbitrio. A causa del ruolo che il cristianesimo e le maggiori istituzioni cristiane occidentali ebbero nell'Olocausto, Berkovits ha rifiutato il dialogo interreligioso con i cristiani.

### Le donne nella legge ebraica
Berkovits ha criticato la mancanza di diritti che una donna ebrea sposata ha rispetto al marito in questioni di matrimonio e divorzio. Il rabbino David Hartman ha affermato, in una conferenza del marzo 2009, che Berkovits era profondamente preoccupato per il trattamento delle donne nella vita ebraica, nel diritto e nella pratica.  Berkovits asseriva l'uguaglianza di donne e uomini nell'istituzione del matrimonio ebraico, ma non ha mai appoggiato alcuna abrogazione dell'Halakhah in merito. Berkovits si appellava al coraggio etico delle autorità ebraiche legali, per far mettere in practica quello che già esiste in linea di principio. È stato una grande ispirazione per molte donne ebree tradizionali che cercavano di creare una posizione più equa nell'ambito della legge religiosa ebraica.

## Opere
- Hume and Deism (1933) (DE)
- What is the Talmud? (1938) (DE)
- Towards Historic Judaism (1943)
- Between Yesterday and Tomorrow (1945)
- Judaism: Fossil or Ferment? (1956)
- God, Man, and History (1959)
- Prayer (1962)
- A Jewish Critique of the Philosophy of Martin Buber (1962)
- T'nai Bi'N'suin u'V'Get (1966) (HE)
- Man and God: Studies in Biblical Theology (1969)
- Faith After the Holocaust (1973)
- Major Themes in Modern Philosophies of Judaism (1974)
- Crisis and Faith (1976)
- With God in Hell: Judaism in the Ghettos and Death Camps (1979)
- Not in Heaven: The Nature and Function of Halakha (1983)
- HaHalakha, Koha V'Tafkida (1981) (HE)  - versione ampliata di Not in Heaven (c.s.)
- Logic in Halacha (1986) (HE)
- Unity in Judaism (1986)
- The Crisis of Judaism in the Jewish State (1987) (HE)
- Jewish Women in Time and Torah (1990)
- Essential Essays on Judaism (2002), cur. David Hazony